# Schwarzhöfe
Schwarzhöfe ist heute ein Ortsteil der Gemeinde Duggendorf im Oberpfälzer Landkreis Regensburg (Bayern). Der Weiler liegt etwa 2,8 Kilometer nordöstlich von Duggendorf.

## Geschichte
Am Hammerberg befanden sich Holzkohlemeiler „auf dem Platzer“, womit der später darauf entstandenen Weiler „Schwärzhöf“ gemeint ist. Um den Ort herum liegen heute  noch die „Platzäcker“. Seit die Moller 1460 den Eisenhammer zu Heitzenhofen errichteten, bildete der „Platzer“ den Hauptpunkt des früheren Köhlergewerbes auf dem Judenberg. 1595 wird die ganze Waldung dort die „Schwärz“ genannt. Im selben Jahr lag in der Schwärz ein öder Acker, der einem Geigenfeind von Sachsenhofen gehörte. Um 1700 besaßen die Sachsenhofener Bauern die „Platzäcker“. Die Hammerherren überließen den Aussiedlern gegen Gült gern diese entwaldeten, öden Stellen. 
1706 wird erstmals ein Thomas Lehner vom „Schwärzdorf“ namhaft gemacht, 1802 saß Georg Klingshirn auf dem Platzerhof. Auch ein Schafstall der Hammerherren befand sich in Schwarzhöfe. Klingshirn wandert im selben Jahr mit Eheweib und acht Kindern nach Nordamerika aus. Das Anwesen fiel käuflich an die Herrschaft und wurde verstiftet. 1847 ist der Bauer zu Schwarzhöfe ein Joseph Dechant; dieser wanderte 1847 ebenfalls nach Nordamerika aus. Das Anwesen fiel käuflich an die Herrschaft. In den 1880er Jahren entstanden noch einige weitere Höfe und ein gewisser Lehner baute dort sogar ein Wirtshaus, das heute nicht mehr besteht. 
Schwarzhöfe gehörte bis zum 1. Januar 1971 zur selbständigen Gemeinde Heitzenhofen. Heitzenhofen wurde danach bis zum 1. Mai 1978 nach Wolfsegg eingemeindet. Nach einem Bürgerentscheid wurde im Zuge der Gemeindegebietsreform zum 1. Mai 1978 Schwarzhöfe mitsamt den anderen Ortsteilen von Heitzenhofen nach Duggendorf umgemeindet.

## Trivia
Bekannt ist in Schwarzhöfe der Reitstall von Barbara und Max Uhl. Diese veranstalten seit 1992 regelmäßig die sog. „Schwarzhöfer Dressurtage“. 2002 und 2003 hat daran auch die Olympiasiegerin im Dressurreiten von Sydney, Ulla Salzgeber, teilgenommen. Auch die Deutsche Meisterin und Paralympics-Teilnehmerin Cornelia Müller hat hier trainiert. 2008 kam Schwarzhöfe durch die Bewerbung der beiden Frisörinnen Sabine Koch und Kerstin Dechant unter mehr als 500 Dörfern in die Runde der letzten acht für das „Bayern 3-Dorffest“. Danach erreichte Schwarzhöfe gegen das oberfränkische Egloffstein sogar das Halbfinale. Im Finale verlor man allerdings (im „Dauertonhalten“ und beim Musikquiz) gegen Walkersbach. 